# ГЕС Ahmed El Hansali
ГЕС Ahmed El Hansali — гідроелектростанція у центральній частині Марокко, розташована між ГЕС Танафніт (вище за течією) і ГЕС Ал-Массіра. Входить до складу каскаду на найдовшій річці країни Умм-ер-Рбія, яка відділяє Середній Атлас на півночі від Високого Атласу на півдні.
У межах проекту річку перекрили кам'яно-накидною греблею з бетонним облицюванням висотою 101 та довжиною 342 метри, доповненою двома допоміжними земляними дамбами. Ці споруди утримують водосховище із об'ємом 740 млн м3, річний сток до якого становить 473 млн м3.
Розташований біля греблі машинний зал обладнано турбіною типу Френсіс потужністю 92 МВт, яка працює при напорі від 51 до 82 метрів.
Нижче від станції на Умм-ер-Рбія зведена компенсуюча гребля Ait Messaoud.
Окрім виробництва електроенергії, гідрокомплекс виконує функції іригації (зрошення 36 тисяч гектарів) та водопостачання (63 млн м3 на рік).